# Wilson Cardona
Wilson Steven Cardona García (Líbano, 25 september 1995) is een  Colombiaans wielrenner die anno 2018 rijdt voor GW Shimano.

## Carrière
Als junior werd Cardona in 2012 zesde in het eindklassement van de Ronde van Abitibi. Eerder dat jaar werd hij, achter José Tito Hernández en Yecid Sierra, derde in de wegwedstrijd tijdens de nationale kampioenschappen.
In december 2017 won Cardona de zesde etappe in de Ronde van Costa Rica, voor Jonathan Cañaveral en Daniel Bonilla.

## Overwinningen
2017
6e etappe Ronde van Costa Rica

## Ploegen
- 2015 –  Orgullo Antioqueño
- 2016 –  GW Shimano
- 2017 –  GW Shimano
- 2018 –  GW Shimano

Cardona · Martínez · Osorio · Ospina · Parra · Pedraza · Ramírez · Rendón · Reyes · Serpa · Talero · Tamayo